# Glenn Whittaker
Pour les articles homonymes, voir Whittaker.
Glenn Whittaker, né le 16 juillet 1971, est un joueur professionnel de squash représentant l'Afrique du Sud. Il atteint en février 2000 la 28e place mondiale sur le circuit international, son meilleur classement. Il est champion d'Afrique du Sud à quatre reprises entre 1995 et 2001.

## Biographie
Il participe aux championnats du monde en 1999, s'inclinant au 2e tour face au tenant du titre et no 1 mondial Jonathon Power.

## Palmarès

### Titres
- Championnats d'Afrique du Sud : 4 titres (1995, 1996, 1998, 2001)